# Porphyrinia paradisea
Porphyrinia paradisea är en fjärilsart som beskrevs av Butler 1878. Porphyrinia paradisea ingår i släktet Porphyrinia och familjen nattflyn. Inga underarter finns listade i Catalogue of Life.